# Ptilimnium fluviatile
Ptilimnium fluviatile là một loài thực vật có hoa trong họ Hoa tán. Loài này được (Rose) Mathias miêu tả khoa học đầu tiên năm 1936.